# کورتیس اوسانو
کورتیس اوسانو (انگلیسی: Curtis Osano؛ زادهٔ ۸ مارس ۱۹۸۷) بازیکن فوتبال اهل کنیا است.
از باشگاه‌هایی که در آن بازی کرده‌است می‌توان به باشگاه فوتبال ای‌اف‌سی ویمبلدون، باشگاه فوتبال ووکینگ، باشگاه فوتبال بنگالورو، باشگاه فوتبال ردینگ، باشگاه فوتبال آلدرشات تاون، و باشگاه فوتبال لوتون تاون اشاره کرد.